# 環境改変技術
環境改変技術 (Environmental Modification Techniques) は、
自然界の諸現象を故意に変更する技術。例えば地震や津波を人工的に起したり台風やハリケーンの方向を変える、また、人為的に気象を操作する技術（気象制御）。
敵対的に使用することは「環境改変技術の軍事的使用その他の敵対的使用の禁止に関する条約」において禁止されている。
気象兵器の項目も参照のこと。